# Contea di Bamberg
La contea di Bamberg (in inglese, Bamberg County) è una contea dello Stato della Carolina del Sud, negli Stati Uniti. La popolazione al censimento del 2000 era di 16 658 abitanti; una stima del 2005 piazza la popolazione a 15 880. Il capoluogo di contea è Bamberg.

## Geografia fisica
Secondo il censimento dell'Ufficio americano per il censimento, U.S. Census Bureau, la contea si estende su di un'area totale di 1024 km² (395 miglia quadrate), dei quali, 1019 km² sono costituiti da terreno mentre 6 km² pari allo (0,56%) è acqua.
La contea si trova nel centro-sud dello Stato. Il confine nord-orientale è dato dall'Edisto Riverm mentre quello sud-occidentale dal Salkehatchie River.

### Contee confinanti
- Contea di Orangeburg - nord
- Contea di Colleton - sud-est
- Contea di Hampton - sud
- Contea di Allendale - sud-ovest
- Contea di Barnwell - ovest

## Storia
La contea fu formata nel 1897 e deve il suo nome a una famiglia di coloni.

## Società

### Evoluzione demografica
Secondo i dati del censimento del 2000, vi erano 16 658 persone, 6.123 capi nucleo, e 4.255 famiglie residenti nella contea. La densità di popolazione era di 42 perspme per miglio quadrato (16/km²). C'erano 7 130 unità abitative ad una densità di circa 18 per quadrato miglio (7/km²). La conformazione razziale era così suddivisa: il 36,47% bianchi, il 62,50% neri, lo 0,16% nativi americani, lo 0,19% asiatici, lo 0,01% polinesiani, lo 0,14% appartenenti ad altre razze, e lo 0,53% appartenenti a razze miste. Lo 0,71% della popolazione era di origine ispanica o latino-americana.
C'erano 6.123 capi nucleo dei quali il 31,10% avevano figli al di sotto dei 18 anni conviventi, il 43,60% erano sposati conviventi, il 21,30% aveva un capo nucleo donna senza marito, ed il 30,50% erano non-famiglie. Il 27,80% di tutti i capi nucleo erano formati da singoli individui e l'11,60% era composto da una persona di 65 anni o più vecchia. La media dei componenti ogni nucleo era di 2,55 e la media per famiglia era di 3,10.
Nella contea, la popolazione era composta per il 25,40% da persone al di sotto dei 18 anni, per il 12,90% dai 18 ai 24, per il 24,60% dai 25 ai 44, per il 23,20% dai 45 ai 64, ed il 13,90% erano di 65 anni o più anziani. L'età media della contea era di 35 anni. Per ogni 100 donne c'erano 88,70 maschi. Per ogni 100 donne dai 18 anni in su c'erano 84 maschi.
L'introito medio per ogni capo nucleo nella contea era di $24.007, ed il reddito medio per famiglia era di $29.360. I maschi avevano un reddito medio di $25.524 contro i $19.191 delle donne. Il reddito pro capite della contea era di $12.584. Circa il 23,90% delle famiglie ed il 27,80% della popolazione era sotto alla soglia di povertà, incluso il 35% di quelli sotto i 18 anni ed il 25,80% di quelli dai 65 anni in su.

## Comuni
- Bamberg (capoluogo) - city
- Denmark - city
- Ehrhardt - town
- Govan - town
- Olar - town